# Прудянка (зупинний пункт)
Прудя́нка — залізничний пасажирський зупинний пункт Харківської дирекції Південної залізниці на лінії Харків-Пасажирський — Грани. Розташований між залізничною станцією Слатине та зупинним пунктом Цупівка. Зупинна платформа розташована у смт Прудянка. На станції зупиняються лише приміські поїзди.
Напрямок Харків-Пасажирський — Козача Лопань обслуговується моторвагонним депо «Харків» (електропоїзди ЕР2, ЕР2Р, ЕР2Т).
Відстань до станції Харків-Пасажирський — 29 км.